# 亞美尼亞國會槍擊案
1999年亚美尼亚國會枪击案，在亚美尼亚通常被称为10月27日（Հոկտեմբերի 27），是在1999年10月27日，由記者乃里·胡納尼揚领导的五名武装人员在首都埃里温攻擊亚美尼亚国民议会的恐怖行動。槍擊共造成8名政治家死亡，其中包括总理瓦兹根·萨尔基相和國会议长卡连·杰米尔强。